# 320 Katharina
320 Katharina eller 1954 UF2 är en asteroid i huvudbältet, som upptäcktes den 11 oktober 1891 av den österrikiske astronomen Johann Palisa. Asteroiden namngavs senare efter Katharina, mor till upptäckaren.
320 Kathrina tillhör Eos asteroidfamilj, asteroider som trots ha skapats vid en kollision. Till Eos-familjen hör förutom 221 Eos, 339 Dorothea, 450 Brigitta, 513 Centesima, 562 Salome, 633 Zelima, 639 Latona, 651 Antikleia, 653 Berenike, 661 Cloelia, 669 Kypria, 742 Edisona, 807 Ceraskia, 876 Scott och 890 Waltraut.
Katharinas senaste periheliepassage skedde den 5 juni 2022. Dess rotationstid har beräknats till 6,89 timmar.